# 구자라트어군
구자라트어군은 중부 인도아리아어군의 언어 집단으로 대표적인 언어는 구자라트어이다.

## 분류
- 구자라트어
- 사우라슈트라어